# Спас (Даниловский район)
Спас — село в Даниловском районе Ярославской области России, входит в состав Даниловского сельского поселения, центр Вахтинского сельского округа.

## География
Расположено на берегу реки Ухра в 17 км на запад от райцентра города Данилова.

## История
Каменный храм в селе был построен в 1775 году на средства прихожан. Престолов было три: Преображения Господня; Казанской иконы Божией Матери; во имя святителя Николая чудотворца.
В конце XIX — начале XX века село входило в состав Халезевской волости Даниловского уезда Ярославской губернии.
С 1929 года село входило в состав Вахтинского сельсовета Даниловского района, с 2005 года — в составе Даниловского сельского поселения.

## Население
| 1859 | 1914 | 2002 | 2007 | 2010 |
| ---- | ---- | ---- | ---- | ---- |
| 136  | ↗157 | ↗314 | ↘303 | ↘264 |

## Инфраструктура
В селе имеются Спасская средняя школа (открыта в 1988 году), библиотека, фельдшерско-акушерский пункт, отделение почтовой связи.

### Транспорт
Остановка «Спас» на автодороге «Горушка — Шаготь» обслуживается автобусным маршрутом №105 Данилов — Шаготь.